# 重力装甲メタルストーム
『重力装甲メタルストーム』（じゅうりょくそうこうメタルストーム）は、1992年4月24日にアイレムが発売したファミリーコンピュータ用アクションシューティングゲーム。開発は、アイレムの子会社であったタムテックスが担当。

## ゲーム内容

### システム
自機から見て天井の方向に十字キーを押しながらジャンプボタンを押すと重力が反転する。これにより天井を歩く、ジャンプと組み合わせて乗り越える、トラップ等を作動させる等が可能となる。また、重力反転の影響を受ける敵も存在する。重力反転自体はジャンプ中でもおこなえるが、着地するまで次の重力反転は行えない。
全7ステージを2周する。1つのステージは2つに区分されており、敵や弾、トラップなどに当たるとミス、エリアの始めに戻される。1回だけミスを防げるアーマーがアイテムとして存在する。2つエリアを抜けるとボス戦となる。4面のみ中ボスが存在する。コンティニューは無制限で、1ステージクリア毎にパスワードがある。『R-TYPE』の3面に登場する巨大戦艦が背景に表示される場面がある。

### アイテム
全てのアイテムは何らかの文字が書かれた小型の円で表示されている。ほとんどのアイテムは取得しなくても右にスクロールすると消えてしまい、ミスをしても復活しない。
パワーアップアイテム
3種類存在し、効果は重複せず、最後に取ったものの効果のみ。コンティニューしない限り初期状態に戻る事はない。
- パワーブラスター：表示は「P」。ブラスターの発射間隔が短くなり威力も強化。一部を除いた地形も貫通。
- Gアタック（グローバーアタック）：表示は「G」。重力反転時のみ、自身が強力な攻撃判定を持つ無敵の火の玉と化す。
- シールド（バスターシールド）：表示は「S」。十字ボタンを入れる毎に自機のその方向にシールドを張る。敵の弾を防ぐほかシールド自体にも攻撃判定を持つ。レーザーは防ぐ事が出来ない。

アーマー（パワードアーマー）
「A」と表示されている。取得すると敵や弾に接触してもミスにはならず、少しの間だけ無敵状態になる。接触した敵は破壊される（一部を除いたボス敵は例外）。2つ以上持っていても効果は重複しない。
エキストラアイテム
- ボーナス：表示は「B」。取ると5000点ボーナス。
- クラッシュ：表示は「C」。取る事で画面内の全ての敵が全滅する。エキスパートでは存在しない。
- エキストラタイム：表示は「T」。制限時間を+100秒にする。エキスパートでのみ存在する。
- 1UP：表示は「1UP」。残機が一つ増える。2面、エキスパート2面・3面の全3つ。

## 設定

### ストーリー
対異星人専用機動惑星に改造された冥王星「ギガデス」が突如暴走、周囲の惑星基地を破壊し、次の目標を地球へ向けた。人類はリモート操作でギガデスの自爆を試みるが命令を受け付けず失敗。ギガデス内部を直接攻撃して自爆ロックを解除させるしか方法がなくなった人類は、グレッグ・バートン中尉にその任務を託す。グレッグは、この作戦のために用意された最新鋭機ストームガンナーを駆り、ギガデス内部への侵入を開始する。

### ステージ構成
| ステージ | 解説 |
| -------- | --- |
| 1        | エアロックからギガデスに侵入したストームガンナー。不気味な中心層が背景として見える。ボスは弱点部分を移動させつつリング攻撃を放つゴルゲス。 |
| 2        | 中心層への通路。前半は自機に反応・高速突撃してくる2対の防衛装置、後半は重力に応じて開閉するシャッターが行く手を阻む。エネガイザーは不規則な周期でビームを放つ5体のボス。 |
| 3        | 建設物資輸送ルートをレールに沿って動く敵やトゲ状のトラップを掻い潜りつつ逆行する。レーザーで分割された4エリアで戦う事になる2つの無敵のビットを持つボスガルツェンは定期的に自機に特攻してくる。避けるには巧く誘導してレーザーの合間を抜けなければならない。                      |
| 4        | 貨物エレベーターに乗って移動する。エレベーターは上下左右斜めに移動、そこに敵やトラップが襲い掛かる。外周に張り付き回転・2段階加速する（エキスパートでは4段階）4体の中ボスガロン、ステージボスとしてレーザーと体当たりのコンビネーションを仕掛けるキッド&ザイバーが待ち受ける。  |
| 5        | 中心層内の侵入に成功したストームガンナー。触れると問答無用にミス扱いの波動エネルギー壁が後ろから迫ってくる。更にレーザー砲台や、破壊する・画面から消える際にワイドレーザーを放つ敵などが妨害する。ボスのアトランティスは3つの形態とそれぞれに応じた特殊レーザーを搭載した強敵。 |
| 6        | 上下にダメージ判定のある電磁バリアが常時張り巡らされており、地形全体が下降ループし続ける本作の真骨頂とも言えるステージ。海外版では敵の数が増えている反面、電磁バリアは無くなっている。ボスのムーバは電磁バリア作動装置にして足場そのものであり全3体、倒すとその分足場を失う。   |
| 7        | 最終ステージ。いわゆるボスラッシュで今までのステージボスと間断なく戦う。ミスをするとそのボスからやり直しとなる。そしてその先は、自爆装置のある中枢である。ロックを解除すれば自爆装置は起動するのだが…。                                                                         |

全ステージをクリアするとエンディング後にエキスパートモードが始まる。エキスパートモードの敵は、耐久力が上がる。動き回るだけの敵が弾を吐く、動作速度・弾速が上がる、敵の配置・ギミック・法則などの変更がある。また、アーマーの数が減っている。

## スタッフ
- プロデュース：ふたみひろし
- 音楽：わたなべとおる
- 効果音：御守郁子
- スペシャル・サンクス：はやしだようすけ、くどうたかゆき、岡野修身、すずきよういち
- ゲスト・キャラクター・デザイナー：沼山定光
- グラフィック：転清
- プログラム：やましたひかる
- ディレクター：みやたけんご

## 評価
- ゲーム誌『ファミコン通信』の「クロスレビュー」では、6・6・7・5の合計24点（満40点）となっており[2]、レビュアーの意見としては、「天地がひっくり返ったようなヘンな重力感。これが、なんだかいい」などと評されている[2]。
- ゲーム誌『ファミリーコンピュータMagazine』の読者投票による「ゲーム通信簿」での評価は以下の通りとなっており、18.9点（満30点）となっている[4]。

| 項目 | キャラクタ | 音楽 | お買得度 | 操作性 | 熱中度 | オリジナリティ | 総合 |
| 得点 | 3.2        | 3.1  | 3.1      | 3.2    | 3.1    | 3.3            | 18.9 |

- ゲームムック『ハード末期に発売された名作ゲーム集』では、重力反転ギミックや強化アイテムのシステムを評価し、FC作品中でもトップレベルのグラフィックを絶賛する声が聞かれた[5]。